# 圣伊莱尔富瓦萨克
圣伊莱尔富瓦萨克（法語：Saint-Hilaire-Foissac，法語發音：[sɛ̃.t‿ilɛʁ fwasak]）是法国科雷兹省的一个市镇，位于该省中部偏东，属于蒂勒区。

## 地理
圣伊莱尔富瓦萨克（45°19'51"N, 2°7'30"E）面积36.92 平方千米，位于法国新阿基坦大区科雷兹省，该省份为法国中南部省份，北起上维埃纳省和克勒兹省，西接多爾多涅省，南至洛特省，东临多姆山省和康塔爾省。
与圣伊莱尔富瓦萨克接壤的市镇（或旧市镇、城区）包括：沙佩勒斯皮纳斯、松布尔河畔拉法日、下拉马济耶尔、拉普洛、吕泽日河畔拉瓦勒、穆斯捷旺塔杜尔、圣梅尔德拉普洛、杜斯特尔河畔蒙泰尼亚克。

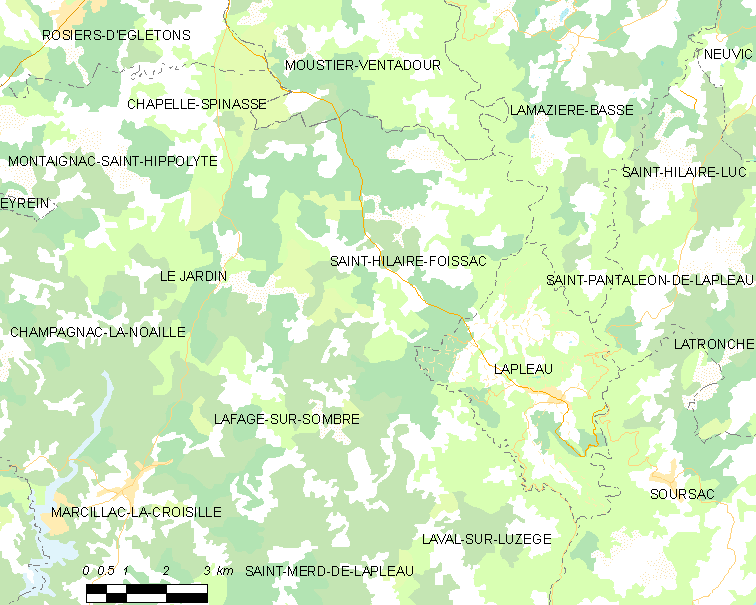
圣伊莱尔富瓦萨克的OSM定位图

圣伊莱尔富瓦萨克的时区为UTC+01:00、UTC+02:00（夏令时）。

## 行政
圣伊莱尔富瓦萨克的邮政编码为19550，INSEE市镇编码为19208。

## 政治
圣伊莱尔富瓦萨克所属的省级选区为埃格勒通县。

## 人口

1962-2008年间圣伊莱尔富瓦萨克人口变化图示

圣伊莱尔富瓦萨克于2022年1月1日时的人口数量为191人。